# سوني بيكتشرز
سوني بيكتشرز انترتينمنت، اختصار (SPE) هي شركة إنتاج للأعمال التلفزيونية والسينما والتوزيع متعددة الجنسيات وهي تابعة لشركة التكنولوجيا سوني . وقد تم الإعلان عن مبيعات المجموعة في عام 2010 م لتكون الارباح تقرب من 7.2 مليار دولار.تمتلك الشركة سوني بيكتشرز أنيميشن وكولومبيا بيكتشرز وسوني بيكتشرز كلاسيك و screen gems وتري ستار بيكتشرز والكثير من الشركات الأخرى.

## التاريخ

### 1987–1989
أعلنت شركة كوكا كولا في 1 سبتمبر 1987 عن خطتها لفصل شركة كولومبيا بيكتشرز التي امتلكتها منذ عام 1982. باعت شركة كوكا كولا بموجب هذا الاتفاق أصولها الترفيهية (قطاع الأعمال الترفيهية الخاص بشركة كوكا كولا) إلى شركة تري ستار بيكتشرز التي امتلكت منها 39.6%. أُعيد تسمية شركة تري ستار لتصبح شركة كولومبيا بيكتشرز للترفيه، وبلغ نصيب شركة كوكا كولا من الأسهم 49% ونصيب مساهميها 31% ونصيب مساهمي شركة تري ستار 20%. اندمجت شركتا التلفزيون المتمثلتين في كولومبيا إمباسي تليفيجن وتريستار تليفيجن معًا كجزء من الخطة لتشكيل كيان جديد لشركة كولومبيا بيكتشرز تليفيجن الأصلية.
مكن الاندماج ثلاثة من كبار المسؤولين التنفيذيين في شركة تري ستار من الاحتفاظ بمناصبهم، وهم أرنولد ميسنر الذي أدار شركة تري ستار للاتصالات وفيكتور أيه. كوفمان الذي أدار إستوديو تري ستار بيكتشرز الرئيسي، وسكوت سيجلر، الذي أدار تلفزيون تري ستار، بينما غادر أربعة من قطاع أعمال الترفيه في شركة كوكا كولا، وهم باربرا كورداي التي كانت رئيسة كولومبيا إمباسي تليفيجن، وهيرمان راش وبيتر سيل اللذان أدارا شركة كوكا كولا للاتصالات وبريان ماكجراث الذي كان رئيس قطاع أعمال الترفيه في شركة كوكا كولا. غادر نائب رئيس شركة كوكا كولا إي بي إس السابق كينيث ليمبرجر المنصب في أوائل ديسمبر للانضمام إلى شركة تري ستار بيكتشرز ليحل بذلك محل روجر فاكسون الذي انضم إلى كولومبيا بيكتشرز وشغل منصب النائب الأول لرئيس الإستوديو.
وافق المساهمون على دمج الشركتين في 15 ديسمبر 1987، وتم الاندماج بالفعل بعدها بيومين. استخدُمت علامتا شركة كلوموبيا وتري ستار بصفتهما كيانين إنتاج منفصلين ومستقلين، واندمج كلاهما تحت اسم شركة كوكا كولا، بالإضافة إلى الأصول والوحدات والالتزامات السابقة لقطاع أعمال الترفيه السابق لشركة كوكاكولا، التي تضمنت جميع عمليات الأفلام والتلفزيون والفيديو المنزلي والكابل المدفوع، بالإضافة إلى صفقة إنتاج الأفلام لقطاع الترفيه مع شركة نيلسون للترفيه واستثماراتها في كاسل روك للترفيه وتلي فينتشرز، التي لا زالت تمتلكها، وكانت مرتبطة بثلاثة شركات مستقلة، وهم تري ستار بيكتشرز وستيفن جيه كاتيل وويت توماس برودكشنز. استمرت شركة ميري جريفن في العمل بصفتها كيانًا مستقلًا. تأسست شركة جديدة في أوائل عام 1988 تحت اسم تري ستار لتدير أعمال الإستوديو.
أعلنت شركة سي بي إي، في بداية يناير 1988، أنها ستعيد إحياء علامة تريومف التجارية الخاصة بالشركة الفرعية العالمية الجديدة، التي تسمى تريومف ريليسنج، والتي تأسست لتكون موزعًا مسرحيًا ولتسويق أفلام شركتي كولومبيا وتري ستار والترويج لهما. عينت الشركة باتريك إن. ويليامسون رئيسًا للقسم، وقدمت الشركة خدمات إدارية تتعلق بتوزيع أفلامها في أمريكا الشمالية، بينما كانت مسئولة على الصعيد الدولي عن عمليات الإخراج الخاصة بكل إستوديو.
أتيح لشركة سوني في 28 سبتمبر 1989 فرصة شراء جميع أسهم شركة كوكا كولا (حوالي 54 مليون سهم أو 49٪ من الأسهم القائمة) في شركة سي بي إي مقابل 27 دولارًا للسهم. أعلنت شركة سوني أيضًا في اليوم التالي أنها توصلت إلى اتفاق مع شركة جوبر-بيتر للترفيه (المعروفة سابقًا باسم باريس انداستريز) للاستحواذ على شركة سي بي إي مقابل 200 مليون دولار عندما عينت شركة سوني بيتر جوبر وجون بيترس ليكونا رئيسين مشاركين لها. ترأس كل ذلك نوريو أوغا الذي كان الرئيس والمدير التنفيذي لشركة سوني خلال ذلك الوقت.
تعارض تعيين شركة سوني لجوبر وبيتر لإدارة شركة كولومبيا مع أحد العقود السابقة الذي وقعه المنتجون في شركة وارنر برذرز. هدد رئيس شركة تايم وارنر ستيف روس شركة سوني برفع دعوى قضائية ضدها بسبب خرق العقد. أُسقطت الدعوى لاحقًا عندما باعت شركة سوني نصف حصة شركة كولومبيا هاوس وحقوق توزيع الأفلام الروائية والتلفزيونية والمسلسلات القصيرة الخاصة بشركة كولومبيا إلى شركة وارنر برذرز. باعت شركة كولومبيا في نفس الاتفاق أيضًا حصتها البالغة 35٪ في إستوديوات بوربانك واستحوذت على إستوديوات لوريمار، التي كانت في السابق ملكًا لشركة مترو غولدين ماير، من شركة وارنر براذرز.
أتممت شركة سوني في 31 أكتوبر 1989 مناقصة استحواذ ودية على باقي أسهم (51%) شركة سي بي إي التي كانت شركة عامة مدرجة في بورصة نيويورك، واستحوذت على 99.3٪ من الأسهم العادية للشركة. أكملت شركة سوني عملية الاستحواذ من خلال «عملية اندماج موجزة» لشركتها التابعة التي تمتلكها بالكامل سوني كولومبيا أكويزشن مع شركة سي بي إي بموجب قانون الشركات العامة في ديلاوير. أتمت شركة سوني أيضًا عرض مناقصة لشراء الأسهم العادية الخاصة بشركة جوبر-بيترز للترفيه في 6 نوفمبر 1989، واستحوذت على الشركة بعد ثلاثة أيام. كلف الاستحواذ شركة سوني 4.9 مليار دولار (3.55 مليار دولار للأسهم و1.4 مليار دولار من الديون طويلة الأجل) وكان مدعومًا (ممولًا) من قبل خمسة بنوك يابانية كبرى، ألا وهم بنك ميتسوي وطوكيو وفوجي وميتسوبيشي والبنك الصناعي الياباني.

### 1990–1999
أٌعيد تسمية الشركة لتصبح سوني بيكتشرز للترفيه في 7 أغسطس 1991. غادر جون بيترس في نفس العام شركة كولومبيا ليؤسس شركة بيترز للترفيه باتفاقية إنتاج حصرية لمدة ثلاث سنوات مع الإستوديو في البداية، قبل إبرام صفقة غير حصرية مع الإستوديو.  غادرت أيضًا لوري ماكدونالد الموظفة القديمة في شركة سي بي إي لتؤسس شركة إريل بيكتشرز في الإستوديو، وأبرمت في البداية صفقة لمدة عامين، ثم تعاقدت مع إستوديوات القرن العشرين في عام 1993، وبعد ذلك استحوذت عليها شركة أمبلين إنترتاينمنت في وقت لاحق من ذلك العام، وأسست في النهاية شركة دريم ووركس.
أسست شركة سوني من ذلك العديد من وحدات إنتاج وتوزيع الأفلام كسوني بيكتشرز كلاسيك للأفلام الفنية من خلال تأسيس كولومبيا تري ستار بيكتشرز (المعروفة أيضًا باسم مجموعة كولومبيا تري ستار موشن بيكتشر) من خلال دمج كولومبيا بيكتشرز مع تري ستار بيكتشرز عام 1998، ما أدى إلى تنشيط قسم التلفزيون السابق لشركة كولومبيا سكرين جيمز.
أعاد هذا في الواقع توحيد اسم إستوديو مترو غولدين ماير مع إستوديو الشركة الرئيسي، على الرغم من أن الجزء الأكبر من مكتبة غولدين ماير الأصلية قبل مايو 1986 حصلت عليه شركة تايم وارنر في نهاية المطاف من خلال معاملات تد تيرنر كيرك كيكوريان «شركة تيرنر للترفيه». تكونت مكتبة مترو غولدين ماير بعد أبريل 1986 نتيجة عمليات الاستحواذ على المكتبات المختلفة التابعة للغير، ككتالوج أوريون بيكتشرز، ما أدى إلى إعادة إنتاج مترو غولدين ماير لفيلم رويوكوب عام 2014.

## وصلات خارجية
- سوني بيكتشرز إنترتينمنت على موقع IMDb (الإنجليزية)